# 小阿弥村
小阿弥村（こあみむら）は、かつて青森県にあった村。

## 沿革
- 1889年（明治22年）4月1日 - 町村制施行により北津軽郡大俵村、高増村、柏木村、牡丹森村、五幾形村、孤森村が合併し、小阿弥村が発足。
- 1955年（昭和30年）3月10日 - 北津軽郡板柳町、沿川村、南津軽郡畑岡村と合併し、板柳町を新設して消滅。

## 公共施設等
- 小阿弥郵便局
- 小阿弥中学校（1965年4月に板柳中学校に統合）
- 小阿弥小学校
- 小阿弥農業協同組合